# كيمبرلي سميث (لاعبة اتحاد الرغبي)
كيمبرلي سميث (بالإنجليزية: Kimberly Smith)‏ هي لاعبة اتحاد الرغبي نيوزيلندية، ولدت في 21 أغسطس 1985.